# Vélodrome de Casablanca
Le vélodrome de Casablanca (en arabe : ميدان الدار البيضاء), également désigné sous les noms de vélodrome d'Anfa, ou Stade vélodrome, est un vélodrome situé à Casablanca, au Maroc.
Il servait également aux courses de lévriers,,, et ce jusqu'en 2016.

## Historique
Il a été construit dans les années 1920.

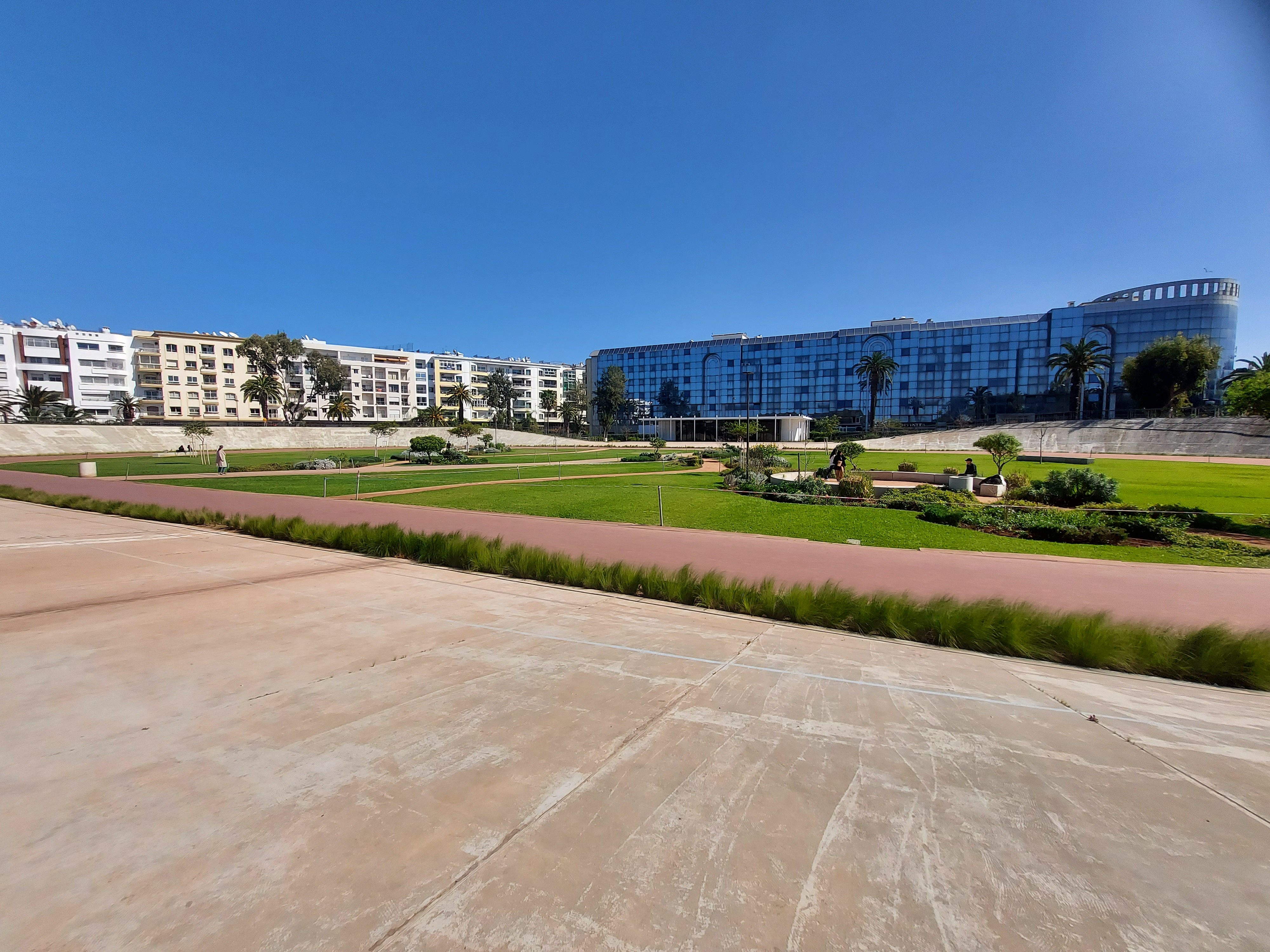
Velodrome de Casablanca

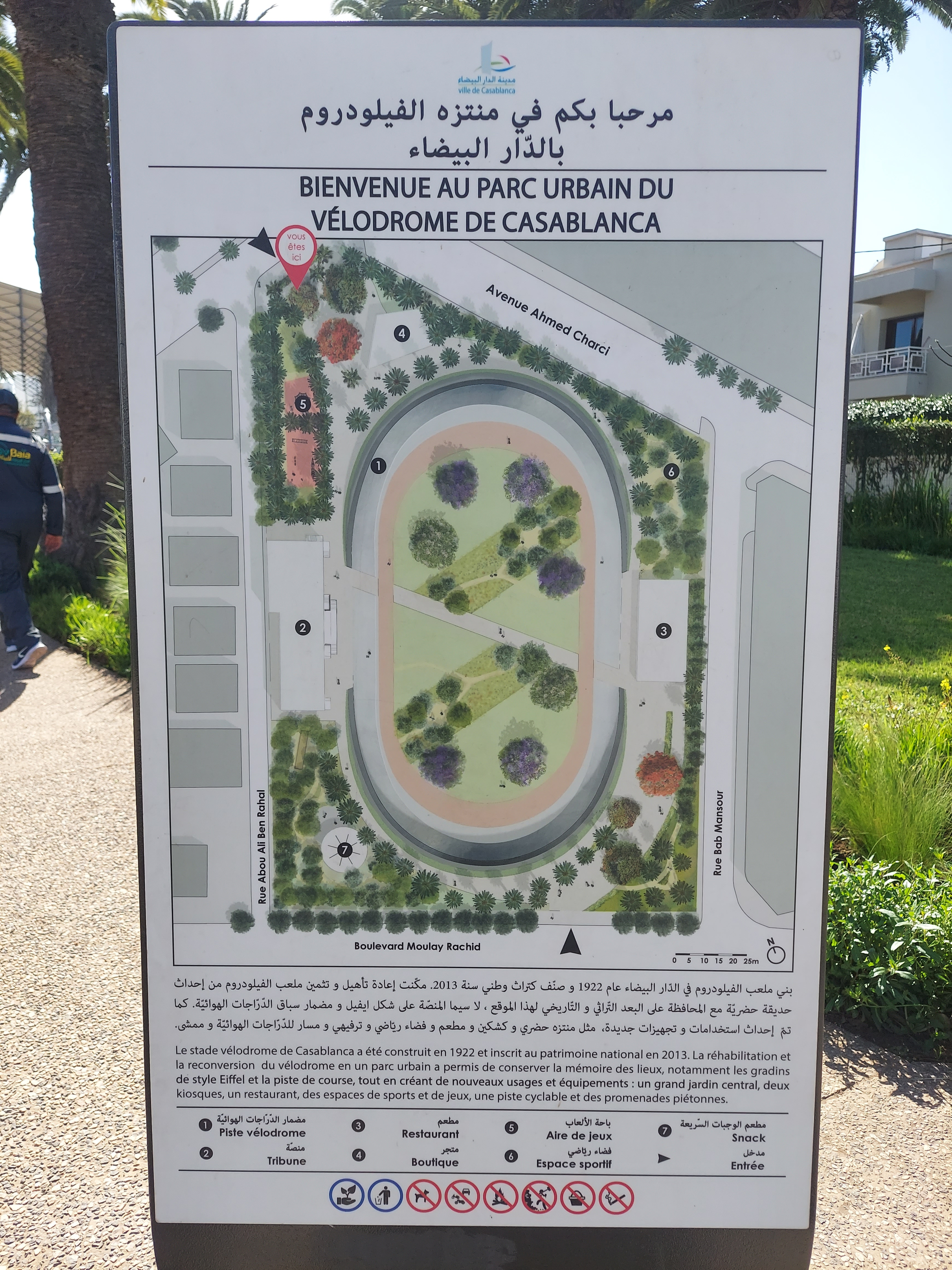
plan du parc

## Événements
- Championnats d'Afrique de cyclisme sur piste 2016 et 2018